# Jacaleapa (ort)
Jacaleapa är en ort i Honduras.   Den ligger i departementet El Paraíso, i den centrala delen av landet, 60 km öster om huvudstaden Tegucigalpa. Jacaleapa ligger 826 meter över havet och antalet invånare är 2 578.
Terrängen runt Jacaleapa är huvudsakligen kuperad, men åt sydost är den platt. Terrängen runt Jacaleapa sluttar söderut. Runt Jacaleapa är det ganska glesbefolkat, med 25 invånare per kvadratkilometer. Närmaste större samhälle är Danlí, 9,2 km öster om Jacaleapa. 